# Paramount International Networks
Paramount International Networks (früher: MTV Networks International, Viacom International Media Networks, ViacomCBS Networks International) ist ein international agierendes Fernsehnetzwerk des Medienunternehmens Paramount Global. Es umfasst Sender der Marken MTV, Nickelodeon, Comedy Central, BET (Black Entertainment Television), Paramount Channel, Channel 5, VH1, Paramount Network und COLORS. Laut Firmenangaben erreichen die Marken mehr als 3,4 Milliarden kumulative Fernsehhaushalte in mehr als 180 Staaten und Territorien durch mehr als 200 lokale Fernsehsender, mehr als 550 digitale und mobile Fernsehprodukte, in 40 Sprachen.

## Geschichte

Logo von ViacomCBS Networks International

Das Network ging aus den 1984 gegründeten MTV Networks hervor. Die in diesem Network strukturierten Sender waren zuvor im Besitz von Warner-Amex Satellite Entertainment, einem Joint Venture von Warner Communications und American Express, gewesen. Nachdem American Express aus dem Joint Venture ausgestiegen war, gliederte Warner Communications die schnell wachsenden Sender Nickelodeon und MTV als eigene Aktiengesellschaft mit dem Namen MTV Networks aus.
1985 kaufte Viacom 66 % der Gesellschaft und ein Jahr später für 185.000 Dollar den Rest.
1987 begann das Unternehmen, außerhalb der USA tätig zu werden, und gründete die MTV Networks Europe, heute ViacomCBS Networks EMEAA.
2005 kündigte Viacom an, dass sie Pläne habe, sich in zwei Aktiengesellschaften aufzuteilen. MTV Networks wurde (wie die BET Networks, die Paramount-Filmstudios und die home entertainment-Geschäfte der Paramount Pictures) ein Tochterunternehmen der ausgegliederten, "neuen Viacom".
Seit 2011 tritt MTV Networks in allen Ländern außerhalb der USA als Viacom International Media Networks auf. Das Unternehmen vertritt dabei alle internationalen Marken und Unternehmen von Viacom und ist Viacom direkt unterstellt. Außerdem wurden die sich ebenfalls im Besitz von Viacom befindenden internationalen Fernsehsender von BET Networks und Paramount sowie mehrere Internetplattformen in die Networks eingegliedert. Die US-amerikanischen Sender und Plattformen sind hiervon nicht betroffen, sie wurden in die Schwestergesellschaft "Viacom Media Networks" überführt.
Im Zuge der Fusion von Viacom und CBS im Dezember 2019 trat das Unternehmen vorübergehend als ViacomCBS Networks International auf.

## Marken
Paramount International Networks umfasst TV-Sender und Internetplattformen u. a. der folgenden Marken:
- BET Networks
- Channel 5 (Vereinigtes Königreich)
- Comedy Central
- MTV
  - MTV Rocks
  - MTV Live HD
  - MTV Hits
  - MTV Dance
  - MTV Music
  - MTV Brand New
- Nickelodeon
  - Nick Jr.
  - TeenNick
  - Nicktoons
  - Nick at nite
- Paramount Network
- Paramount Channel
- Telefe (Argentinien)
- VH1